# White Christmas (sång)
White Christmas är en berömd amerikansk julsång, skriven av Irving Berlin 1940 och inspelad av Bing Crosby 1942, även om hans mest kända variant är en nyinspelning från 1947. Den skildrar drömmen om en vit jul. Sången finns med i musikalfilmen Värdshuset Fritiden från 1942, där Crosby spelar en av huvudrollerna.
På engelska sjunger man om en person som befinner sig i Los Angeles vid juletid och längtar norrut, på svenska, där sången heter Jag drömmer om en jul hemma med text av Lennart Reutersköld, om en sjöman som längtar hem till Sverige vid juletid. Det brittiska popbandet Keane sjunger i sin variant hur de längtar hem från London till East Sussex.
Flera artister har dock skippat verserna, och hoppat rakt in på refrängen.

## Artister som spelat in sången

### White Christmas
- Bing Crosby (1942)
- Frank Sinatra (1948)
- The Drifters (1954)
- Elvis Presley (1957)
- Dean Martin (1966)
- Hep Stars (1967)
- Otis Redding (1968)
- Dolly Parton (1997)
- Magnus Carlsson (sångare i Barbados) (2002)
- Arvingarna (2007)
- Boney M. (2000)
- Margareta Bengtson (2012)

### Jag drömmer om en jul hemma
- Bertil Boo (1949)[2])
- Yngve Stoor (1954)
- Family Four (1971[3])
- Lasse Berghagen (1979[4] och 2004[5])
- Siw Malmkvist (1982)
- Johan Stengård (sång: Nils Landgren) (1984[6])
- Lili & Susie (1988, 20:e plats på Svenska singellistan 1988[7])
- The Boppers (1990[8])
- Carola Häggkvist (1991[9])
- Vikingarna (1991)
- Wizex (1993[10])
- Jan Malmsjö (1993)
- Roger Pontare (1994[11]
- Berth Idoffs
- Jessica Andersson (2002)
- Saxinspelning med Thorleifs (2008)
- Ulrika Lindkvist, CD:n med diverse artister och körer Julens sånger 1996,TV Records/MIA Music/City Music MCD 1021
- Elisa's (2013)[12]
- Loa Falkman[13]
- Måns Zelmerlöw (2010, Christmas with Friends

### Fotnoter
1. 1 2 3 4  Håkan Engström (22 december 2011). ”Mer hett än vitt” (på svenska). Sydsvenskan. https://www.sydsvenskan.se/2011-12-22/mer-hett-an-vitt. Läst 4 december 2017.
2. ↑  Information på Svensk mediedatabas
3. ↑  Information på Svensk mediedatabas
4. ↑  Information på Svensk mediedatabas
5. ↑  Information på Svensk mediedatabas
6. ↑  Information på Svensk mediedatabas
7. ↑  Information på Sverigetopplistan
8. ↑  Information på Svensk mediedatabas
9. ↑  Information på Svensk mediedatabas
10. ↑  Information på Svensk mediedatabas
11. ↑  Information på Svensk mediedatabas
12. ↑  ”En gnistrande jul”. Svensk mediedatabas. 10 mars 2013. https://smdb.kb.se/catalog/id/002956006. Läst 4 december 2017.
13. ↑  ”Julstämning”. Svensk mediedatabas. 10 mars 1990. https://smdb.kb.se/catalog/id/001476913. Läst 4 december 2017.